# Tomar do Geru
Tomar do Geru is een gemeente in de Braziliaanse deelstaat Sergipe. De gemeente telt 13.717 inwoners (schatting 2009).
De gemeente grenst aan Tobias Barreto, Itabaianinha, Cristinápolis, Itapicuru en Rio Real.